# Torremormojón
Torremormojón is een gemeente in de Spaanse provincie Palencia in de regio Castilië en León met een oppervlakte van 28,24 km². Torremormojón telt 57 inwoners (1 januari 2016).

## Demografische ontwikkeling
Bron: INE, 1857-2011: volkstellingen